# Уинкс: Мистерия от дълбините
„Уинкс: Мистерия от дълбините“ (на италиански: Winx Club - Il mistero degli abissi; на английски: Winx Club: The Mystery of the Abyss) е италианска компютърна анимация от 2014 г., който е базиран на сериала „Уинкс Клуб“ и е третият пълнометражен филм от поредицата след „Уинкс Клуб: Тайната на изгубеното кралство“ (2007) и „Уинкс: Вълшебно приключение“ (2010). Той е режисиран и продуциран от създателя на сериала Иджинио Страфи, който също е съсценарист на филма с Джиовани Маси. Премиерата на филма е пусната по кината в Италия от 01 Distribution на 4 октомври 2014 г.

## В България
В България филмът е пуснат по кината на 26 декември 2014 г. от Про Филмс.

### Нахсинхронен дублаж
| Роля          | Изпълнител                                                                                     |
| ------------- | ---------------------------------------------------------------------------------------------- |
| Блум          | Вилма Карталска                                                                                |
| Стела         | Златина Тасева                                                                                 |
| Флора         | Надежда Панайотова                                                                             |
| Муза          | Мария Бояджиева                                                                                |
| Лейла         | Ася Рачева                                                                                     |
| Техна         | Ана-Мария Томова                                                                               |
| Скай          | Виктор Танев                                                                                   |
| Фарагонда     | Даринка Митова                                                                                 |
| Политея       | Василка Сугарева                                                                               |
| Айси          | Петя Абаджиева                                                                                 |
| Дарси         | Николина Петрова                                                                               |
| Сторми        | Светлана Смолева                                                                               |
| Гризелда      | Светлана Смолева                                                                               |
| Тританус      | Иван Велчев                                                                                    |
| Омния         | Елена Грозданова                                                                               |
| Серена        | Елена Грозданова                                                                               |
| Баща          | Станислав Пищалов                                                                              |
| Уизгиз        | Станислав Пищалов                                                                              |
| Други гласове | Татяна Етимова Кирил Бояджиев Александър Митрев Ненчо Балабанов Мартин Герасков Живко Джуранов |

| Песен         | Изпълнител          |
| ------------- | ------------------- |
| Аз обичам теб | Ненчо Балабанов     |
| Сиреникс      | Антоанета Георгиева |

| Обработка           | студио „Про Филмс“ |
| ------------------- | ------------------ |
| Режисьор на дублажа | Николина Петрова   |